# Мінеральні води Нахічевані
Мінеральні води Нахічевані — джерела води, що знаходяться на території Нахічеванської автономної республіки, склад яких включає в себе солі, біологічні активні елементи, мікроелементи, що сприяють надавати оздоровчий ефект.

## Історія
Згідно з дослідженнями, перші мінеральні джерела на території Нахічевані виникли близько 400 млн років тому. На Нахічевань припадає близько 250 мінеральних джерел, що становить 60 % всіх джерел Азербайджану. Найпопулярнішими мінеральними водами є «Бадамлі», «Сіраб», «Вайхір», «Даридаг», «Гулустан» і «Нарзан». Більшість мінеральних джерел знаходяться поблизу даних річок: Шаргей Апарчай, Нахічеванчай, Алінджачай, Гіланчай, Гарадере та Айліс.
У Нахічевані є 6 типів, 16 класів і 33 види мінеральних вод. 98 % мінеральних вод Нахічевані відносяться до розряду гідрокарбонатних вод. 35 % гідрокарбонатних вод Азербайджану припадають на Нахічевань. Температура більшості вод варіюється в межах 8 °C — 22 °C. Більш високою температурою мають такі джерела як Сіраб і Даридаг, тут температура може досягати 50 °C і вище.

## Види мінеральних джерел Нахічевані

### Бадамли
Джерело Бадамли розташовується на висоті 1400 метрів над рівнем моря, у селі Бадамли Шагбузького району, на відстані 30 км від міста Нахічевань. Джерело було виявлене в середині XX століття. Після проведених дослідних робіт в період 1945—1947 років, було знайдене джерело з найбільш корисним хімічним складом, на основі якого у 1947 році було запущено підприємство з видобутку води. До складу води входять такі хімічні речовини, як кальцій, магній і натрій. Вода надає лікувальний ефект при травних захворюваннях.

### Сіраб
Мінеральне джерело Сіраб розташоване поблизу однойменного села Сіраб. Використання джерела з метою виробництва води було засновано в 1950 році. У 1968 році на основі мінерального джерела був зданий в експлуатацію найбільший завод по наповненню мінеральної води в Азербайджані. Основну роль у формуванні складу грає знаходження мінеральної землі на великій глибині. Мінеральна вода на 97,5-99,9 % складається з діоксиду вуглецю, а також у малих кількостях може включати до складу азот, кисень та інші гази. У лікувальних цілях вода використовується при наявності захворювань шлунково-кишкового тракту, а також при порушенні обміну речовин.

### Вайхір
Мінеральне джерело Вайхір розташоване за 17 км від Нахиічеваня, в Бабекськом районі, на висоті 1400 метрів над рівнем моря. Над джерелом також побудований завод з розливу мінеральної води. Щодня з джерела видобувається близько 2 млн літрів води.
До складу мінеральної води входять: гідрокарбонат натрію, натрій, калій, кальцій, йод, залізо, мідь, цинк, миш'як, а також стронцій. Вода використовується при лікуванні шлунково-кишкових захворювань, а також при порушеннях обміну речовин. На території джерела знаходиться курортна база.

### Даридаг
Мінеральне джерело Даридаг розташоване за 8 км від міста Джульфи, на висоті 900 метрів над рівнем моря. Джерело має 5 водограїв і 32 механічних колодязя. До складу води входять високомінералізований хлорований гідрокарбонат натрію, миш'як. На території джерела побудований санаторій, в якому води мінерального джерела використовуються як наповнення лікувальних ванн. Мінеральне джерело Даридаг за лікувальними властивостями схоже з такими джерелами, як: Кудова-Здруй в Польщі, Синегорськ (Сахалін) в Росії. Відмітною властивістю є більш високий вміст солей.

### Батабат
Мінеральні води Батабат знаходяться на висоті 2445 метрів над рівнем моря в Шагбузькому районі Нахічевані. Знайдені на території джерела, при археологічних розкопках, стародавні пристосування праці, свідчать про проживання людей поблизу джерела ще в стародавні часи. В результаті розкопок було виявлено предмети, місця житла, наскельні написи, а також кам'яні пам'ятники, що відносяться до середнього палеоліту.
На території джерела діє санаторій. Мінеральні води володіють лікувальним ефектом за рахунок вмісту вуглекислих, гідрокарбонатних, кальцієво-натрієво-магнієвих солей у складі води при мінералізації 0,5 г / л.